# Кристофер Ханстен
Кристофер Ханстен (26. септембар 1784. – 11. април 1873) био је норвешки геофизичар, астроном и физичар, најпознатији по његовом мапирању Земљиног магнетног поља.

## Детињство, младост и каријера
Ханстен је рођен у Ослу као син Јохана Матијаса Ханстена (1744–1792) и Ане Катарине Трешхов (1754–1829). Био је млађи брат списатељице Корадине Бриџите Данкер, у вези са њом и ујак Бернарда Данкера и Вилхелмине Улман, као и праујак Матилде Шхјот, Рагне Нилсен и Виго Улмана. Његова мајка је била блиска рођака Нила Трешхова.
Хенстенова намера је била да постане морнарички официр, али будући да је Ханстенов отац преминуо док је Ханстен још био јако млад, тај план није остварио. Уместо тога, похађао је Катедралску школу у Ослу од своје девете године. Нилс Трешхов био је директор ове школе. Хенстен је похађао часове изучавања уметности 1802. године а 1803. је уписан на Универзитет у Копенхагену, где је првобитно студирао права. Касније је показао више интересовања за математику, отуђен због мањка универзалне важности државних закона у поређењу са математичким законима. Такође су га инспирисала предавања Ханса Кристијана Орстеда. Запослен је као тутор младог племића, Нилса Розенкрантза вон Холстејна, који је живео у Сореу. Тамо је такође упознао своју будућу супругу, Џоану Катарину Андреу Борч, ћерку професора Каспара Абрахама Борча. Године 1806. је запослен као професор математике у Гимназији у Фредериксборгу.

## Академска каријера
Године 1807, Ханстен је започео упите у магнетско поље Земље са којим је његово име посебно повезано. Његово прво научно издаваштво штампано је у Физичком журналу следећи конкурс о магнетним осама 1811. од стране Немачке краљевске академије за науку и списатељство. Године 1813. добио је истраживачку стипендију од стране недавно основаног (1811) Краљевског Универзитета Фредерик у Ослу, са обећањем будућег академског положаја. Након што се оженио Џоаном Катарином Андреом Борч у мају 1814. отишли су у Норвешку на лето. Због Шведске кампање против Норвешке 1814. године определили су се да путују морем. У току пута сусрели су се са претњама Шведског гусара и део имовине им је заплењен од стране Британаца. Стигли су у Норвешку након пет дана и сместили су у улици Пилестрадет.
Радећи као предавач од 1814. године, 1816. је унапређе за профеора астрономије и примењене математике. Био је уређивач официјелног Норвешког алманаха од 1815. године, директор градске Астрономске опсерваторије од from 1817. године. Објавио је 1819. низ истраживања о магнетном пољу Земље која су преведена на Немачки језик под насловом Untersuchungen über den Magnetismus der Erde, са суплементом који садржи Beobachtungen der Abweichung und Neigung der Magnetnadel и атласом. По установљеним правилима посматрања магнетног феномена Ханстен се надао гомилању анализа ради одређивања броја и позиција магнетних полова Земље.
Због својих истраживања пропутовао је Финску и већи део своје земље; и од 1828. до 1830. године преузео је, у компанији са Џорџом Адолфом Ерманом и са ко-операцијом Русије, мисију финансирану од стране владе ка Сибиру. Приповедање са експедиције се ускоро појавило (Reise-Erinnerungen aus Siberien, 1854. године ; Souvenirs d’un voyage en Sibérie, 1857. године); али главно дело није објављено све до 1863. године (Resultate magnetischer Beobachtungen). Није написао закључак овог издања, али његов рад је касније допунио Кард Фридрих Гас. Убрззо након повратка са мисије, 1833. се Ханстен преселио са својом породицом у опсерваторију која је направљена по нацртима архитекте Кристијана Хајнриха Гроша. Магнетна опсерваторија је додата 1839. године.
Од 1835. до 1838. објављивао је приручнике о геометрији и механизму. Ти приручници су углавном били реакција на приручнике његовог бившег истраживачког асистента Бернта Мајкла Холмбоа. У поређењу са Холмбоеовим медодама подучавања, Хастенове књиге су биле више оријентисане. Након што је Холмбое написао извештај првог приручника за новине у којима је саветовао школама да их не користе.
Ханстен је био члан Норвешког Краљевског научног и списатељског друштва од 1818. и члан Норвешке академије науке и списатељства од 1857. године, као и члан неколико учених друштава у другим земљама као што је на пример Шведска Краљевска академија науке (1822). Био је члан одбора Норвешког Краљевског друштва за развој много година.

## Даљи живот
Из здравствених разлога, Ханстен је престао да држи предавања 1856. године. Пензионисао 1861. али је и даље наставио своје опсервацијске студије. Напустио је позицију председника опсерваторије 1861. такође, али је наставио као уредник Норвешке алманахе до 1863. године.
Његова жена је преминула 1840. године. Њихова ћерка је постала борац за женска права. Он је постао прадеда Кристофера и Едварда Ханстена. 
Кристофер Ханстен је преминуо у априлу 1873. године у Одлу а сахрана је одржана на Универзитету.

## Награде и признања
Ханстен је одабран за Командира Краљевског Норвешког реда Светог Олава 1847. године и примио је Велики Крст 1855. године. Такође је одабран за Командира Великог Крста Реда поларне звезде као и других страних редова витештва. Биста Ханстена је подигнута у његовој опсерваторији педесетих година деветнаестог века.
Кратер Ханстен и планина Монт Хасен на Месецу су добили име по њему.